# گمینا وولا اوخروسکا
گمینا وولا اوخروسکا (به لهستانی:  Gmina Wola Uhruska) یک گمینا در لهستان است که در شهرستان وووداوا واقع شده‌است. گمینا وولا اوخروسکا ۱۵۰٫۸۶ کیلومتر مربع مساحت و ۴٬۱۷۰ نفر جمعیت دارد.